# Santolininae
Santolininae Willk., 1870 è una sottotribù di piante angiosperme dicotiledoni della famiglia delle Asteraceae (sottofamiglia Asteroideae e tribù Anthemideae/clade  Mediterranean clade).

## Etimologia
Il nome della sottotribù deriva dal suo genere più importante Santolina L. che a sua volta deriva da due parole latine: "sanctum" ( = santo) e "linum" (= lino).

Il nome scientifico di questo gruppo è stato proposto per la prima volta dal botanico e accademico germanico Heinrich Moritz Willkomm (1821 – 1895) nella pubblicazione '"Prodromus Florae Hispanicae seu Synopsis Methodica omnium Plantarum in Hispania Sponte Nascentium vel Frequentius Cultarum quae Innotuerunt Auctoribus. Stuttgartiae -  2: 76. 1870."' del 1870.

## Descrizione

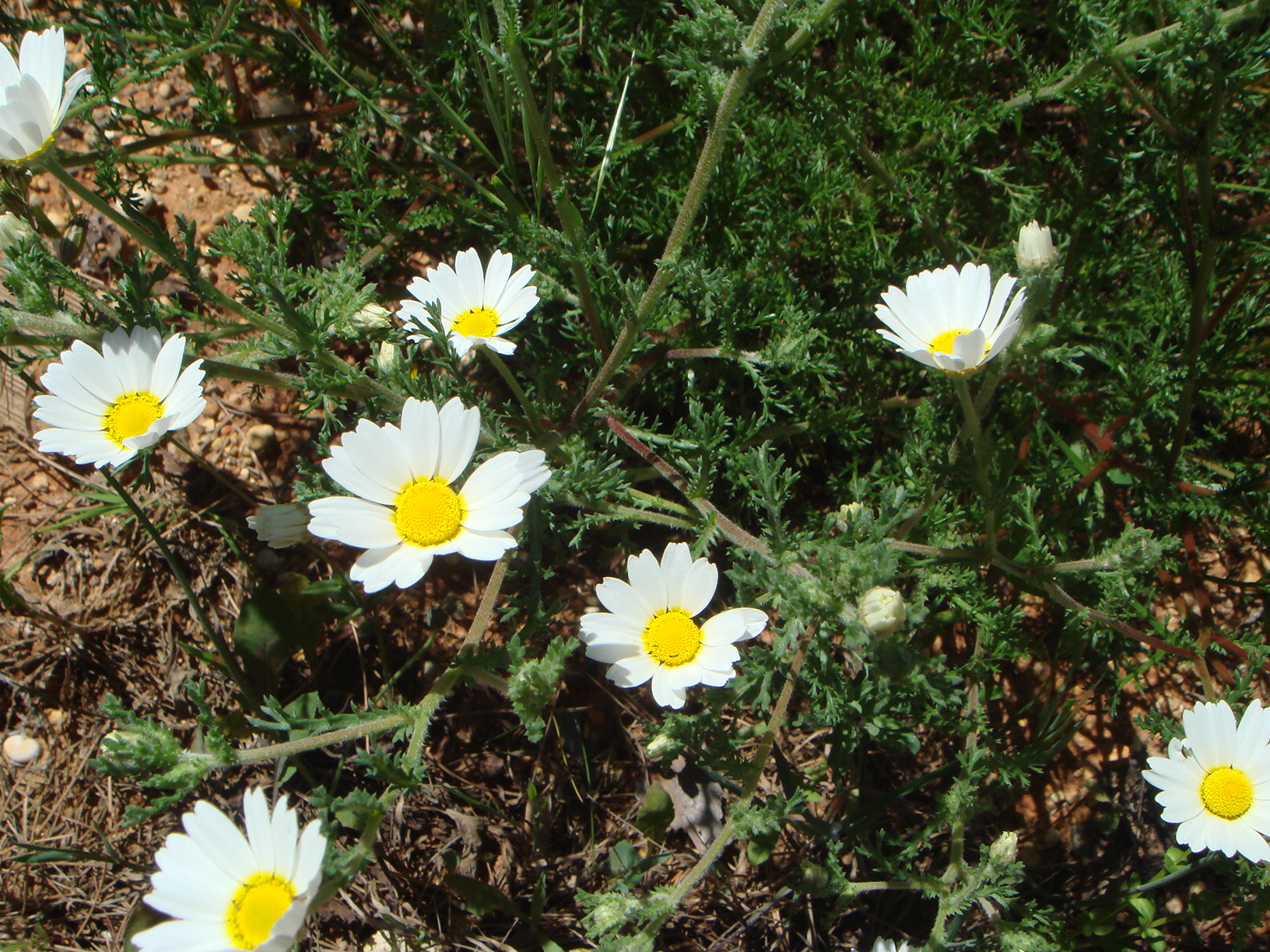
Il portamento
Chamaemelum mixtum

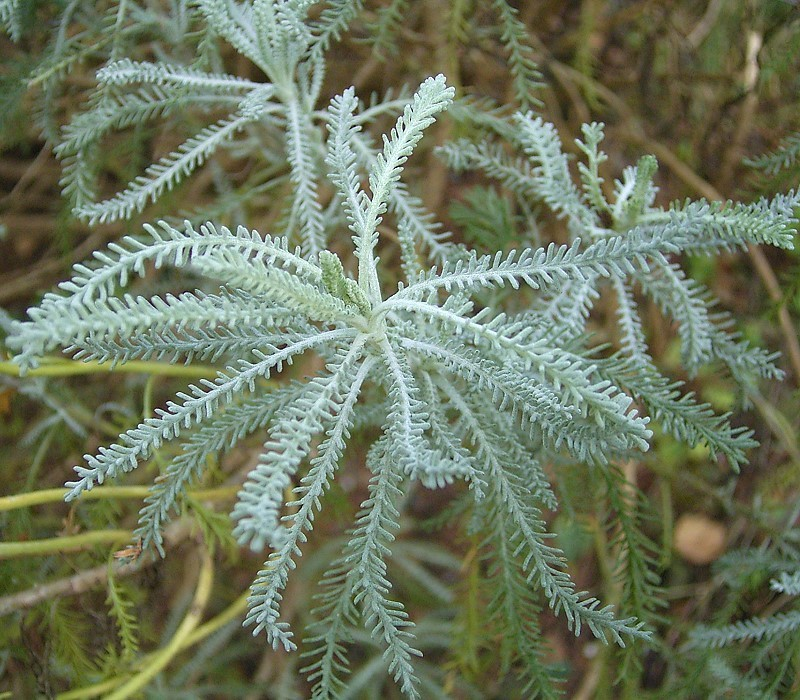
Le foglie
Santolina chamaecyparissus

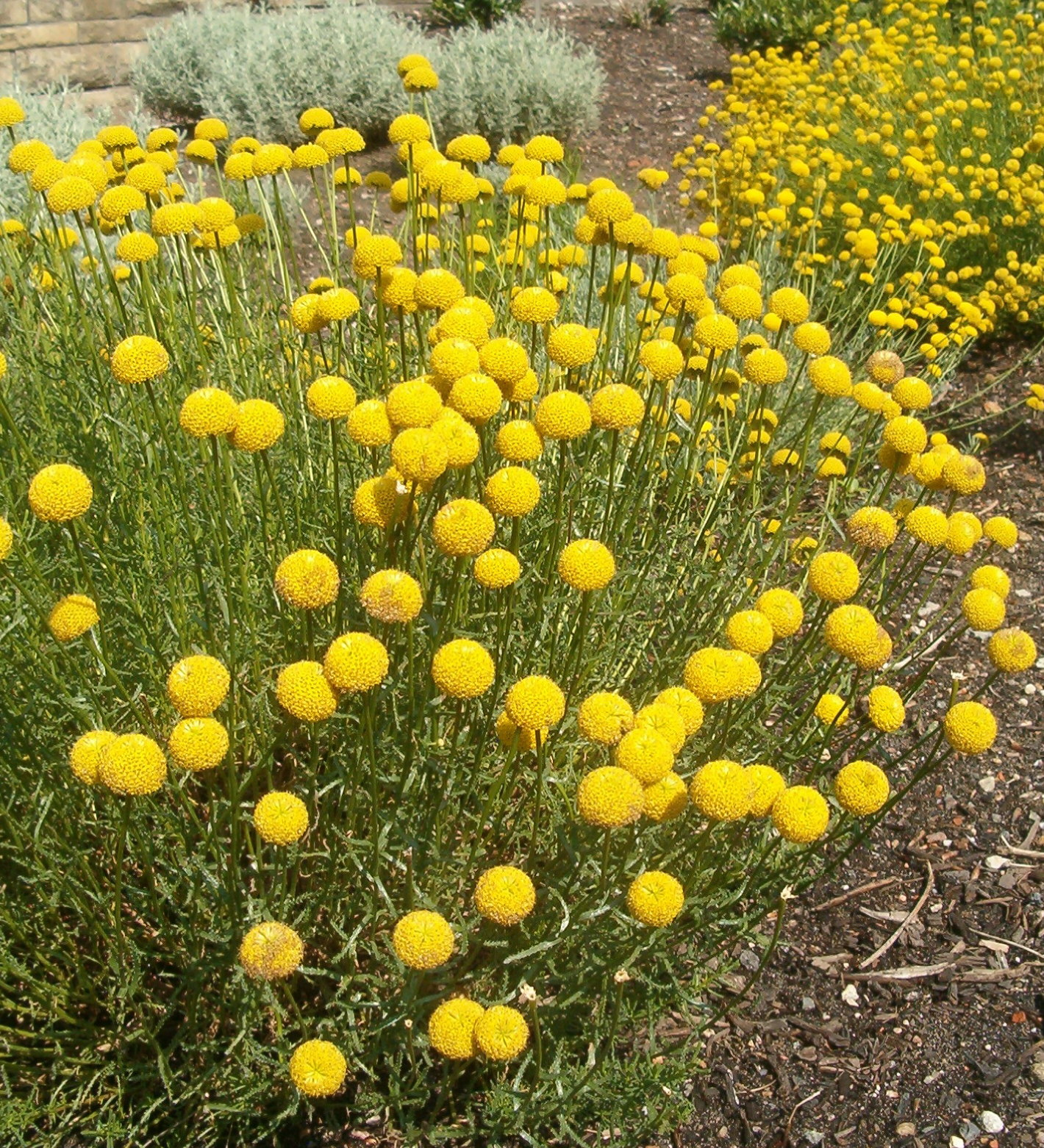
Infiorescenza
Santolina rosmarinifolia

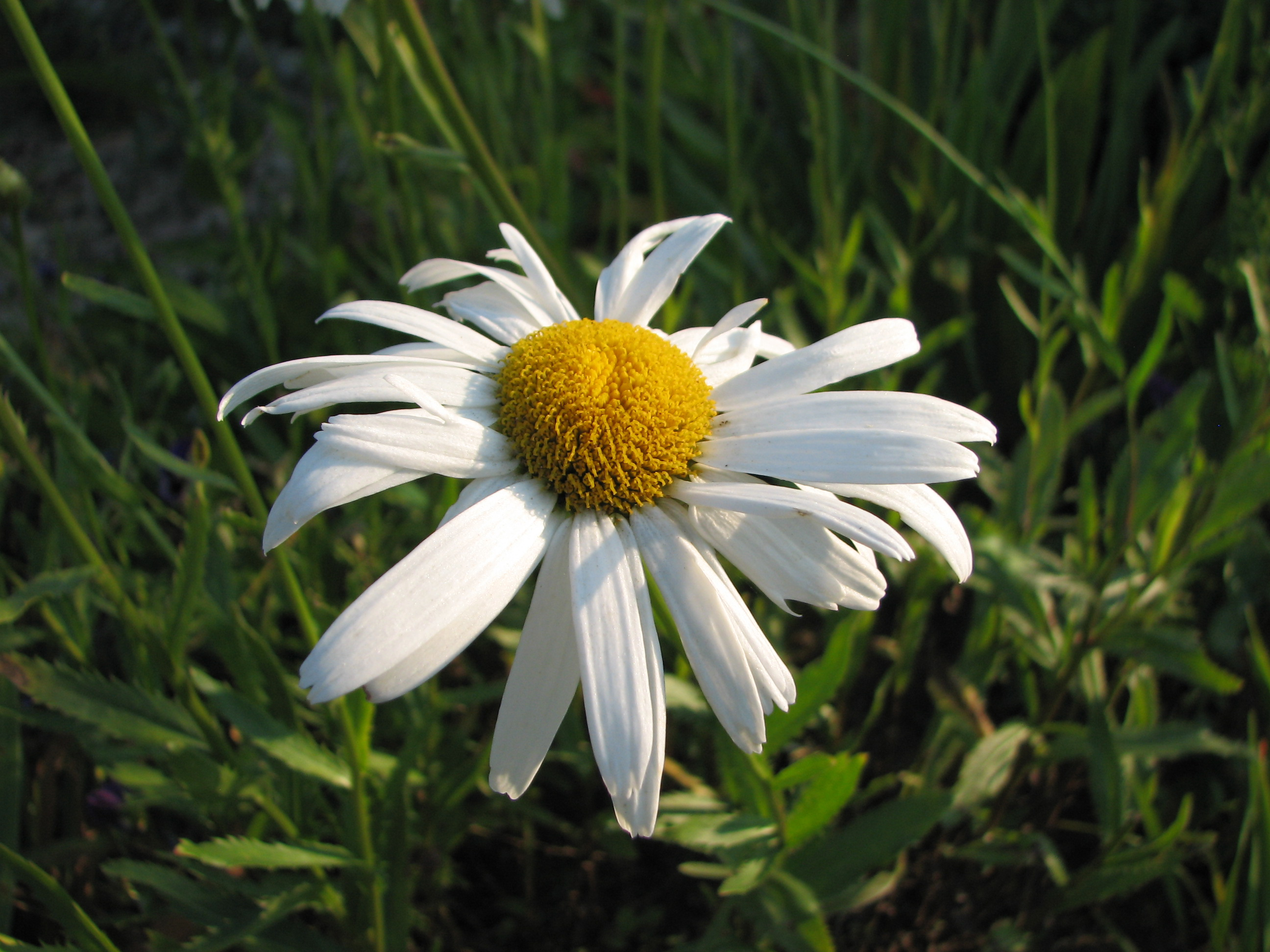
I fiori
Chamaemelum nobile

Portamento. Le specie di questa sottotribù sono delle erbe (perenni o annuali), arbusti o cespugli. Nell'indumento di queste specie possono essere presenti anche peli di tipo stellato oppure basifissi (mediofissi in Rhetinolepis e Santolina).
Fusto. La parte aerea in genere è eretta, semplice o ramosa. 
Foglie. Le foglie lungo il caule in genere sono disposte in modo alterno; in alcune specie (Mecomischus) alla base sono opposte. La lamina può essere intera, dentata o lobata fino a 2-3-pennatosetta (in alcune specie è vermiforme).
Infiorescenza. Le sinflorescenze sono formate da capolini o solitari o raccolti in modo corimboso. Le infiorescenze vere e proprie sono composte da un capolino terminale peduncolato di tipo radiato, disciforme o discoide, normalmente con fiori eterogami (raramente omogami). A volte i capolini sono sessili (privi di peduncolo). I capolini sono formati da un involucro, con forme emisferiche o obconiche a urceolate, composto da diverse brattee, al cui interno un ricettacolo fa da base ai fiori di due tipi: fiori del raggio e fiori del disco. Le brattee, piatte e a consistenza erbacea (scariose all'apice con margini stretti o ampi), sono disposte in modo più o meno embricato su 3 serie. Il ricettacolo, piatto, è provvisto, oppure no, di pagliette avvolgenti la base dei fiori. Le pagliette del ricettacolo sono piatte o leggermente canalicolate con condotti resinosi centrali.
Fiori.  I fiori sono tetra-ciclici (formati cioè da 4 verticilli: calice – corolla – androceo – gineceo) e pentameri (calice e corolla formati da 5 elementi). Si distinguono in:
- fiori del raggio (esterni): sono femminili e sono disposti su una serie; la forma è ligulata (zigomorfa); a volte possono mancare o essere sterili;
- fiori del disco (centrali): sono più numerosi con forme brevemente tubulose (attinomorfe); sono ermafroditi (o funzionalmente maschili).

- Formula fiorale:

*/x K {\displaystyle \infty }, [C (5), A (5)], G 2 (infero), achenio
- Calice: i sepali del calice sono ridotti ad una coroncina di squame.

- Corolla:

- fiori del raggio: la forma della corolla alla base è più o meno tubulosa-imbutiforme, mentre all'apice è ligulata; la ligula può terminare con alcuni denti; il colore è bianco, bianco con base gialla, giallo o raramente arancione; a volte sono ridotte e nascoste dall'involucro (Chamaemelum);
- fiori del disco: la forma è tubulare bruscamente divaricata in 5 lobi; i lobi, patenti o eretti, hanno una forma deltata o più o meno lanceolata; il colore in genere è giallo.

- Androceo: l'androceo è formato da 5 stami (alternati ai lobi della corolla) sorretti da filamenti generalmente liberi con collare filamentare a forma di balaustra. Gli stami sono connati e formano un manicotto circondante lo stilo. Le antere possono essere sia di tipo basifissa che medifissa (ossia attaccate al filamento per la base – nel primo caso; oppure in un punto intermedio – nel secondo caso).[13] Questa caratteristica ha valore tassonomico in quanto distingue i generi gli uni dagli altri. Il tessuto endoteciale (rivestimento interno dell'antera) non è polarizzato. Il polline è sferico con un diametro medio di circa 25 micron;  è tricolporato (con tre aperture sia di tipo a fessura che tipo isodiametrica o poro) ed è echinato (con punte sporgenti).

- Gineceo: l'ovario è infero uniloculare formato da 2 carpelli. Lo stilo (il recettore del polline) è profondamente bifido (con due stigmi divergenti) e con le linee stigmatiche marginali separate o contigue. I due bracci dello stilo hanno una forma troncata e possono essere papillosi o ricoperti da ciuffi di peli.

Frutti. I frutti sono degli acheni, senza pappo, con un pericarpo sottile. La forma degli acheni è obovoidi con sezione rotonda; spesso sono percorsi da due increspature laterali e una adassiale; la forma è obconica, leggermente appiattita dorsoventralmente, con 3 - 5 angoli in Santolina. L'apice è marginalmente arrotondato. Il pericarpo è costituito da grandi cellule mucillaginifere in file longitudinali, senza sacche di resina (in Santolina talvolta senza le cellule mucillaginifere).

## Biologia
Impollinazione: l'impollinazione avviene tramite insetti (impollinazione entomogama tramite farfalle diurne e notturne).

Riproduzione: la fecondazione avviene fondamentalmente tramite l'impollinazione dei fiori (vedi sopra).

Dispersione: i semi (gli acheni) cadendo a terra sono successivamente dispersi soprattutto da insetti tipo formiche (disseminazione mirmecoria). In questo tipo di piante avviene anche un altro tipo di dispersione: zoocoria. Infatti gli uncini delle brattee dell'involucro (se presenti) si agganciano ai peli degli animali di passaggio disperdendo così anche su lunghe distanze i semi della pianta. Inoltre per merito del pappo (se presente) il vento può trasportare i semi anche a distanza di alcuni chilometri (disseminazione anemocora).

## Distribuzione e habitat
Le specie di questo gruppo sono distribuite soprattutto nell'areale mediterraneo. 

## Sistematica
La famiglia di appartenenza di questa voce (Asteraceae o Compositae, nomen conservandum) probabilmente originaria del Sud America, è la più numerosa del mondo vegetale, comprende oltre 23.000 specie distribuite su 1.535 generi, oppure 22.750 specie e 1.530 generi secondo altre fonti (una delle checklist più aggiornata elenca fino a 1.679 generi). La famiglia attualmente (2021) è divisa in 16 sottofamiglie; la sottofamiglia Asteroideae è una di queste e rappresenta l'evoluzione più recente di tutta la famiglia.

### Filogenesi
Il gruppo di questa voce è descritto nella tribù Anthemideae, una delle 21 tribù della sottofamiglia Asteroideae). Da un punto di vista filogenetico, la tribù Anthemideae fa parte del supergruppo (o sottofamiglia) "Asteroideae grade"; l'altro è il supergruppo "Non-Asteroideae" contenente il resto delle sottofamiglie delle Asteraceae. All'interno del supergruppo è vicina alle tribù Senecioneae, Calenduleae, Gnaphalieae e Astereae.
In base alle ultime ricerche nella tribù sono stati individuati (provvisoriamente) 4 principali lignaggi (o cladi): "Southern hemisphere grade", "Asian-southern African grade", "Eurasian grade" e "Mediterranean clade". La sottotribù di questa voce è compresa nel clade Mediterranean clade. La circoscrizione di Santolininae è ben supportata nelle varie analisi del DNA di tipo filogenetico. Un carattere di tipo sinapomorfo, come il pericarpo sottile accomuna i generi Chamaemelum, Cladanthus, Mecomischus, Rhetinolepis e parte del genere Santolina.
Il cladogramma seguente, tratto dallo studio citato e semplificato, mostra una possibile configurazione filogenetica della sottotribù (in base al tipo di DNA analizzato sono possibili altre strutture filogenetiche).
|  | Chamaemelum |
|  |             |
|  | Cladanthus  |
|  |             |

|  | \| \| Mecomischus \| \| \| \| \| \| Rhetinolepis \| \| \| \| |
|  |                                                              |
|  | Santolina                                                    |
|  |                                                              |
|  | Mecomischus                                                  |
|  |                                                              |
|  | Rhetinolepis                                                 |
|  |                                                              |

|  | Mecomischus  |
|  |              |
|  | Rhetinolepis |
|  |              |

|  | Chamaemelum |
|  |             |
|  | Cladanthus  |
|  |             |

|  | \| \| Mecomischus \| \| \| \| \| \| Rhetinolepis \| \| \| \| |
|  |                                                              |
|  | Santolina                                                    |
|  |                                                              |
|  | Mecomischus                                                  |
|  |                                                              |
|  | Rhetinolepis                                                 |
|  |                                                              |

|  | Mecomischus  |
|  |              |
|  | Rhetinolepis |
|  |              |

I caratteri distintivi delle specie di questa sottotribù sono:
- il ricettacolo ha le pagliette;
- il tessuto endoteciale non è polarizzato;
- il pericarpo è sottile.

Il numero cromosomico delle specie di questo gruppo è 2n = 18.
Tempi di divergenza (milioni di anni - Ma), in base all'orologio molecolare, dei generi della sottotribù:
- Chamaemelum: 5 Ma.
- Cladanthus: 5 Ma.
- Mecomischus: 3,5 Ma.
- Rhetinolepis: 3,5 Ma.
- Santolina: 5,2 Ma.

### Composizione della sottotribù
La sottotribù comprende 5 generi e 37 specie.
| Genere                                              | N. specie                                        | Distribuzione                                                            | Caratteri più significativi | Numeri cromosomici          | Fiori |
| --------------------------------------------------- | ------------------------------------------------ | ------------------------------------------------------------------------ | --- | --------------------------- | ----- |
| Chamaemelum Philip Miller, 1754                     | 2                                                | Africa mediterranea occidentale e in Europa dall'Italia alla Inghilterra | L'indumento è formato da peli di tipo basifissi (oppure è assente). - Il pericarpo è molto sottile formato unicamente da cellule mucillaginifere. - La corolla dei fiori del disco è saccata alla base (a forma di sacco, profondamente concava). | 2n = 18                     |       |
| Cladanthus Alexandre Henri Gabriel de Cassini, 1816 | 5                                                | Mediterraneo                                                             | L'indumento è fatto di peli basifissi. - La corolla dei fiori del disco alla base è saccata (a forma di sacco). | 2n = 18                     |       |
| Mecomischus Coss. ex Benth. & Hook.f., 1873         | 2                                                | Marocco e Algeria                                                        | L'indumento è formato da peli stellati; gli acheni son glabri, talvolta papillosi. - Gli acheni dei fiori del disco hanno 5 distinte coste longitudinali.                                                                                         |                             |       |
| Rhetinolepis Coss., 1857                            | Una specie: Rhetinolepis lonadioides Coss., 1857 | Algeria, Marocco e Tunisia                                               | Le coste laterali e adassiali degli acheni sono fragili. - Il pericarpo consiste in righe longitudinali di larghe cellule mucillaginifere. |                             |       |
| Santolina L., 1753                                  | 27                                               | Mediterraneo occidentale                                                 | L'indumento è assente o formato da peli basifissi. - A maturità la corolla dei fiori del disco abbraccia l'apice dell'achenio. - Il pericarpo è quasi privo di cellule mucillaginifere.                                                           | 2n = 18 (specie poliploidi) |       |

### Generi della flora spontanea italiana
Nella flora spontanea italiana sono presenti i seguenti generi di questo gruppo:
Chamaemelum
- Chamaemelum fuscatum (Brot.) Vasc. - Camomilla precoce.
- Chamaemelum nobile  (L.) All. - Camomilla romana.

Cladanthus
- Cladanthus mixtus  (L.) Chevall. - Camomilla bicolore.

Santolina
- Santolina chamaecyparissus L. - Crespolina di Marchi.
- Santolina corsica Jord. & Fourr. - Crespolina di Corsica.
- Santolina etrusca (Lacaita) Marchi & D'Amato - Crespolina etrusca.
- Santolina ligustica Arrigoni - Crespolina ligure.
- Santolina neapolitana Jord. & Fourr. - Crespolina napoletana.
- Santolina pinnata Viv. - Crespolina apuana.